# Elección presidencial de El Salvador de 2024
La elección presidencial de El Salvador de 2024 fue la novena de su tipo desde la promulgación de la Constitución de la República de 1983, y la séptima desde la firma de los Acuerdos de Paz de 1992. Estas elecciones van a definir a los titulares de la presidencia y vicepresidencia de la República para el período que comenzaría el 1 de junio de 2024 hasta el 1 de junio de 2027. La elección presidencial se desarrolló en simultáneo con los comicios legislativos.
El presidente en ejercicio, Nayib Bukele, declaró su intención de buscar la reelección, algo que generó controversia y al que varios abogados, periodistas y políticos lo consideraron ilegal. La Sala de lo Constitucional de la Corte Suprema de Justicia avaló la legalidad de su candidatura a un segundo mandato mediante la Sentencia del 3 de septiembre del 2021.
La elección presidencial de El Salvador se realizó el domingo 4 de febrero, de acuerdo al anuncio previo del Tribunal Supremo Electoral. De la misma manera que en los anteriores comicios de 2019, en esta oportunidad tampoco fue necesario realizar una segunda vuelta electoral, dado que el candidato ganador obtuvo más del 50% de los votos válidos, cumpliendo así con el requisito establecido por la Constitución salvadoreña.
Tras 10 horas de proceso de votación, el TSE declaró como ganador de las elecciones presidenciales de 2024 a Nayib Bukele. De acuerdo al escrutinio preliminar, Bukele obtuvo la tendencia irreversible con 1 295 888 de votos, correspondientes al 83.03% del total de sufragios válidos escrutados hasta las 10:15 PM.
Tal como estaba establecido en el calendario electoral divulgado por el TSE, el pasado 29 de febrero de 2024, se realizó la Certificación de Resultados de las Elecciones Presidenciales 2024. El evento fue realizado en las instalaciones del Teatro Nacional de El Salvador y transmitido en cadena nacional para todo el territorio salvadoreños, al acto asistió el Cuerpo Diplomático acreditado en El Salvador, representantes de los partidos políticos, diputados de la Asamblea Legislativa, magistrados de la Sala de lo Constitucional de la Corte Suprema de Justicia de El Salvador y representantes de Fiscalía General de la República.
La Magistrada Presidenta del Tribunal Supremo Electoral, Dora Esmeralda Martínez, procedió a realizar la entrega formal de las credenciales a Nayib Armando Bukele, electo Presidente de la República y Félix Ulloa, electo Vicepresidente de la República para el periodo 2024-2029.
Dicha atribución se fundamenta en lo establecido en el artículo 222 del Código Electoral, el cual faculta al TSE a extender las referidas credenciales después de haberse certificado oficialmente el escrutinio final y adjudicación de votos del proceso electoral ya finalizado.

## Sistema electoral
Las elecciones presidenciales se celebran en El Salvador cada cinco años y requieren que un partido político o coalición obtenga al menos mayoría absoluta (50% + 1) para ganarlas; esto provoca que exista la posibilidad de celebrar una segunda vuelta electoral si no se llega a ella, como ocurrió en 1994 y 2014. La Constitución de El Salvador establece que los partidos políticos son el único instrumento para el ejercicio de la representación del pueblo dentro del Gobierno (Art. 85) y por el cual no es compatible la participación de candidaturas a la presidencia y vicepresidencia no partidarias.
Los requisitos para poder ser elegido Presidente o Vicepresidente de la República los establece el artículo 151:
- Ser salvadoreño por nacimiento, hijo de padre o madre salvadoreños;
- Del estado seglar;
- Mayor de treinta años de edad;
- De moralidad e instrucción notorias;
- Estar en ejercicio de los derechos del ciudadano, y haberlo estado en los seis años anteriores a la elección, y;
- Estar afiliado a uno de los partidos políticos reconocidos legalmente.

De acuerdo al artículo 152, no podrán optar por la presidencia o vicepresidencia:
- Quien haya desempeñado el cargo de la presidencia o vicepresidencia de la República por más de seis meses, consecutivos o no, durante el período inmediato, o dentro de los últimos seis meses anteriores al inicio del período presidencial;
- El cónyuge y los parientes dentro del cuarto grado de consanguinidad o segundo de afinidad de cualquiera que hayan ejercido la presidencia en los casos del ordinal anterior;
- Quien haya sido Presidente de la Asamblea Legislativa o Presidente de la Corte Suprema de Justicia durante el año anterior al día del inicio del período presidencial, y;
- Los militares de profesión que estuvieren de alta o que lo hayan estado en los tres años anteriores al día del inicio del período presidencial.

Anteriormente para ejercer el voto la papeleta mostraba la bandera de los partidos y/o coaliciones que participaban para la presidencia y vicepresidencia, de ahí que el o la votante debía marcar con una "X" sobre la bandera de su partido o coalición de preferencia, pero luego de unas reformas al Código Electoral en julio de 2023 las papeletas, además de la respectiva bandera del partido y/o coalición, presentarán ahora el nombre y la fotografía del respectivo candidato a la presidencia por lo que la X la podrán marcar sobre la bandera y/o sobre la fotografía de su preferencia.
Los salvadoreños en el exterior podrán ejercer su derecho al voto con su Documento Único de Identidad (vigente o vencido) y con su pasaporte. Se establecerán dos formas de votación para la diáspora: aquellos residentes en el extranjero con documentos de identidad que indican dirección fuera de El Salvador podrán ejercer su voto anticipado por internet a partir del 6 de enero. Según datos del TSE, un total de 741,094 personas están habilitadas para votar de esta manera, y el proceso se extenderá hasta el 4 de febrero de 2024, con una duración de 30 días. En contraste, alrededor de 160,000 salvadoreños con Documento Único de Identidad (DUI) y domicilio en El Salvador deberán votar de forma presencial electrónica en los 81 centros de votación designados por el TSE antes del 4 de febrero.
Desde el 6 de enero al 4 de febrero los más de 700 mil salvadoreños en el exterior estarán habilitados para ejercer el voto de manera anticipada y desde su casa con acceso a internet desde la página oficial del TSE. Votarán únicamente para Presidente, Vicepresidente y Asamblea Legislativa.

## Controversias

### Proclamación de reelección
El 3 de septiembre de 2021, la Corte Suprema de Justicia de El Salvador declaró mediante un fallo que el presidente de la República tenía el derecho constitucional de buscar la reelección inmediata, con lo que anuló una declaración previa de 2014 en la que había determinado que un mandatario debía esperar diez años. Dicho fallo le permitirá al presidente Nayib Bukele presentarse como candidato en los comicios de 2024. Alianza Republicana Nacionalista y Frente Farabundo Martí para la Liberación Nacional, Vamos y Nuestro Tiempo, actual oposición política en El Salvador, criticaron la decisión. Sin embargo el Tribunal Supremo Electoral, máxima entidad electoral de El Salvador, mantuvo su posición.
Algo similar ocurrió en Honduras, cuando en 2015 la Corte Suprema de Justicia de ese país, luego de un fallo emitido por la Sala de lo Constitucional, habilitó la reelección presidencial, abriendo las puertas para que, el entonces presidente, Juan Orlando Hernández buscara un segundo mandato; generando, de igual forma, críticas de la oposición política, analistas, abogados y la sociedad civil, siendo clasificado como una medida autoritaria y violatoria a la Constitución misma; dando así comienzo a una de las más grandes crisis políticas vividas en Honduras.
El 15 de septiembre de 2022, durante el discurso por el 201 aniversario de independencia del país, Bukele anunció sus intenciones de ser nuevamente candidato presidencial en 2024, su anuncio fue criticado por abogados constitucionales que lo consideraron violatorio de cuatro artículos de la Constitución de la República de 1983. Sin embargo, varias encuestas de opinión mostraron que la mayoría de salvadoreños en el país y en Estados Unidos respaldan su reelección.

### Cambio de reglas un año antes de las elecciones
El 15 de marzo de 2023 con 67 votos a favor y 15 en contra los diputados aprobaron derogar el artículo 291-A del Código Electoral que prohíbe hacer cambios en reglas que rigen el proceso electoral un año antes de las elecciones.
La Asamblea aprobó el martes 11 de julio de 2023 una reforma al Código Electoral para permitir que se incluyan las fotografías y los nombres de los candidatos en las papeletas de las elecciones presidenciales de febrero de 2024. La reforma fue aprobada con los votos de 67 de los 84 diputados y señala que “para las elecciones de presidente y vicepresidente de la República, la papeleta deberá de contener la bandera del partido o coalición, nombre del partido o coalición, y debajo de esta la fotografía del candidato a presidente de la República, así como el nombre de dicho candidato”.

### Resolución de la inscripción de Nayib Bukele
Con el voto a favor de 4 de los 5 magistrados, entre ellos el de la Presidenta del TSE, avalaron la inscripción del actual presidente Nayib Bukele y vicepresidente Félix Ulloa para buscar un segundo mandato, una candidatura que para la oposición y analistas expertos en el tema, debería considerarse sin lugar por ir en contra de la Constitución. La Sala de lo Constitucional de la Corte Suprema de Justicia a través de un fallo emitido en 2021, interpretó la posibilidad de buscar la reelección inmediata. La decisión se da bajo un contexto en el que Bukele goza de una alta popularidad por su controvertida guerra contra las pandillas.

### Licencia para ausentarse
El 30 de noviembre de 2023 la Asamblea Legislativa le otorga la licencia temporal al presidente Nayib Bukele para ausentarse por 6 meses y llevar a cabo la campaña de su posible reelección presidencial, dejando como relegada a la licenciada Claudia Juana Rodríguez de Guevara, siendo alguien muy cercana al presidente y a su misma familia a quien solo se le ha delegado algunas funciones. Esto dio como resultado el repudio de políticos opositores, sociedad civil y abogados.
El permiso sin goce de sueldo, que fue aprobado con 67 votos, abarca del 1 de diciembre de 2023 al 31 de mayo de 2024.

### Voto en el exterior
Expertos en materia electoral advierten sobre posibles riesgos en este procedimiento, especialmente destacando la carencia de un registro para los votantes en el extranjero cuyos documentos de identidad indiquen un domicilio en El Salvador. Aunque los jueces del Tribunal Supremo Electoral (TSE) admiten la falta de dicho registro, obligatorio según la Constitución de la República, aseguran que hay suficientes garantías para evitar fraudes o la duplicidad de votos.

#### Incógnita en el padrón electoral
La Constitución de El Salvador establece como requisito fundamental para ejercer el sufragio la inscripción en el Registro Electoral elaborado por el Tribunal Supremo Electoral, según lo estipula el artículo 77. Sin embargo, esta condición constitucional no se cumplirá en el caso de las personas que residen en el exterior y votan con documentos que indican un domicilio salvadoreño.
El Tribunal Supremo Electoral enfrenta la dificultad de no conocer la cantidad exacta de personas que votarán de forma presencial en el extranjero, ya que carece de un registro de estos potenciales votantes. Además, no cuenta con un mecanismo para eliminar del padrón electoral local a aquellos ciudadanos que están en el exterior y poseen Documento Único de Identidad (DUI) con dirección en El Salvador.

#### Secreto del voto
Carlos Palomo, un técnico informático de la iniciativa Votante, advierte que la Ley Especial Para el Ejercicio del Sufragio en el Extranjero, específicamente en el artículo 19, brinda la posibilidad de conocer el sentido del voto de una persona al establecer un acuse de recibido que indica si su voto fue exitoso o no. Según Palomo, si esta funcionalidad se implementa de manera incorrecta y se analiza la naturaleza del voto (abstención o nulo), existe el riesgo de que, debido a un error de diseño o a una configuración maliciosa, se puedan almacenar los sentidos de los votos o que estos puedan ser deducidos en el futuro.
Votante, una iniciativa compuesta por cinco organizaciones de la sociedad civil, destaca otro riesgo potencial en el sistema electoral. Según ellos, el sistema podría permitir a los votantes poner en pausa su voto, y hasta el momento no ha habido claridad sobre si el voto podrá ser modificado después de haber votado en una de las elecciones (presidencial o legislativa) y luego regresar para votar en la otra. Esta falta de información genera incertidumbre sobre la posibilidad de modificar el voto.
En respuesta, el magistrado Orellana asegura que no existe el riesgo de conocer tendencias antes del 4 de febrero, fecha en que se realizará el recuento de votos. Afirma que el voto no se válida hasta el día de las elecciones y que solo habrá proyecciones, ya que el voto se abrirá en ese momento.
Votante también expresa dudas sobre otras medidas de seguridad, como las pruebas biométricas (huella dactilar y fotografías) destinadas a fortalecer la seguridad de la votación electrónica presencial. Además, señalan que en las Juntas Receptoras de Voto en el Exterior (JRVEX) solo habrá representantes de los partidos Arena, GANA y Nuevas Ideas, lo que según miembros de la sociedad civil, podría resultar en una falta de observación electoral suficiente en el voto desde el exterior en comparación con el voto local.

#### Las empresas involucradas
El Tribunal Supremo Electoral (TSE) ha contratado a dos empresas para gestionar el voto en el exterior: INDRA, encargada del desarrollo del voto electrónico para la diáspora, y CGTS Corp., responsable de llevar a cabo las auditorías al sistema de voto electrónico.
El magistrado Orellana muestra confianza en el trabajo de INDRA, quien lo destacó por su profesionalismo y experiencia previa en manejar elecciones, incluso con un padrón de 35 millones de argentinos. Orellana enfatizó su confianza con la empresa, quien duda que pondrá en «riesgo su credibilidad por ninguna circunstancia». Subraya la convicción de que la planificación y ejecución de las tareas se han realizado de manera adecuada.
Sin embargo, según una publicación de Focos, tres técnicos del TSE han señalado a INDRA por presunto incumplimiento de la Ley de Compras Públicas y por presentar una oferta más cara. Estos señalamientos añaden un elemento de controversia en torno a la contratación de INDRA para el proceso electoral.

#### Voto electrónico sin observación electoral
La presidenta del Tribunal Supremo Electoral (TSE), Dora Martínez, afirmó que el proceso de votación, que comenzó el 6 de enero, no contará con observación directa debido a su naturaleza por internet, realizada de manera individual. Explicó que resulta difícil llevar a cabo observaciones, ya que los votantes pueden ejercer su voto desde cualquier lugar, y no se puede asignar un observador para seguir a cada persona que vote. A pesar de esta explicación, organizaciones de la sociedad civil y organismos internacionales han criticado la falta de transparencia y observación directa de la sociedad civil y partidos de oposición en el proceso electoral.
La Oficina en Washington de Asuntos Latinoamericanos (WOLA) expresó su profunda preocupación por la falta de transparencia en el proceso electoral de El Salvador para los salvadoreños que viven en el extranjero. Señaló que los votantes en Estados Unidos emitirán sus votos bajo un sistema que carece de regulaciones claras, destacando la ausencia de control electoral y observación directa, según lo determinado por el TSE.
La iniciativa Votante también subrayó la falta de participación de la Junta de Vigilancia Electoral (JVE), peritos informáticos de los partidos, académicos y la ciudadanía en general para ejercer veeduría durante los 30 días consecutivos en los que funcionará el sistema.

### Irregularidades en el proceso electoral
Las denuncias sobre la transparencia del escrutinio apuntan a la falta de un control adecuado en el manejo de las actas de votación. Según varios informes, los miembros de las mesas fueron presionados para manipular los resultados, y se informó que algunos aparatos para la transmisión de votos no estaban listos para el cierre de urnas. Esta falta de preparación generó un retraso en la transmisión de resultados, lo que permitió que el presidente Bukele declarara su victoria antes de que se completara el conteo oficial.

### Obstáculos a observadores internacionales
Los observadores internacionales, que fueron desplegados para monitorear el proceso en diferentes partes del país, enfrentaron serios obstáculos para llevar a cabo su trabajo. En algunos centros de votación, la Policía Nacional Civil (PNC) impidió su acceso, incluso tras la intervención de autoridades locales del TSE. Además, algunos observadores reportaron haber presenciado actos de proselitismo dentro de los perímetros de los centros de votación, lo cual generó denuncias de ilegalidad según las normativas salvadoreñas.

### Acusaciones de uso indebido de recursos del Estado
La campaña del partido oficialista fue fuertemente criticada por el uso de recursos estatales para movilizar electores y financiar actividades proselitistas. Se documentaron casos de entrega de alimentos y otros bienes esenciales en nombre del gobierno, lo que muchos críticos interpretaron como una estrategia para influir en el voto de las comunidades más vulnerables. Además, la publicidad oficial durante la campaña se mantuvo en niveles altos, lo que la oposición denunció como un hecho que terminó favoreciendo desproporcionadamente al partido de gobierno, y dificultando la competencia justa con los otros candidatos.

### Control sobre los medios de comunicación
El entorno mediático también fue objeto de controversia. Varios medios de comunicación, tanto televisivos como radiales, se alinearon con el discurso oficialista, excluyendo de sus coberturas a los candidatos de la oposición o minimizando sus apariciones. Esto, sumado a la presión que ejerció el gobierno sobre medios críticos y periodistas, dejó a muchos partidos sin acceso a los principales canales de comunicación masiva.

### Violencia política y persecución de opositores
Durante el periodo electoral, se registraron múltiples incidentes de violencia política que incluyeron agresiones físicas, amenazas e intimidación a líderes de la oposición y sus seguidores. En algunos casos, estos ataques fueron perpetrados por simpatizantes del partido oficialista, lo que generó un ambiente de miedo y represalias en contra de quienes se oponían al gobierno. La falta de acción por parte de las autoridades para proteger a los candidatos opositores fue duramente criticada y llegó a cuestionar la imparcialidad del Estado en garantizar un proceso seguro y equitativo.

### Manipulación de encuestas
Hubo numerosas críticas respecto a la publicación de encuestas que favorecían ampliamente al partido oficialista. Según diversos expertos, estas encuestas eran utilizadas como herramientas de campaña para crear una percepción de inevitabilidad de la victoria oficialista, lo que podría haber desalentado a los votantes de la oposición. Además, se cuestionó la independencia de las casas encuestadoras, señalando que algunas de ellas tienen vínculos con el gobierno, lo que afecta la objetividad de los resultados.

## Calendario electoral
| Actividad | Fecha de Inicio | Fecha de Finalización |
| --- | --------------- | --------------------- |
| Suspensión del proceso para modificar la dirección de residencia. | 02/dic/2022     | 03/abr/2023           |
| Convocatoria y realización de elecciones internas de partidos políticos para elegir candidaturas. | 03/feb/2023     | 05/jul/2023           |
| Definición de Oficinas de Enlace de partidos políticos y proceso de aprobación de centros de votación. | 01/feb/2023     | 06/oct/2023           |
| Suspensión de admisión de solicitudes de inscripción de nuevos partidos políticos. | 14/ago/2023     | 06/abr/2024           |
| Recibimiento de solicitudes de personas interesadas en participar como candidaturas no partidarias para ser reconocidas. | 05/may/2023     | 05/sep/2023           |
| Inscripción de Pactos de Coalición para la elección presidencial y de diputaciones de la Asamblea Legislativa. | 07/ago/2023     | 18/ago/2023           |
| Cierre de Registro Electoral. | 11/abr/2023     | 06/oct/2023           |
| Convocatoria a Elecciones y otras acciones. | 06/sep/2023     | 28/feb/2024           |
| Inscripción y propaganda electoral de candidaturas a Presidencia y Vicepresidencia de la República. | 07/sep/2023     | 31/ene/2024           |
| Inscripción y propaganda electoral de candidaturas de Diputaciones a la Asamblea Legislativa. | 07/sep/2023     | 31/ene/2024           |
| Organización de Juntas Electorales Departamentales (JED). | 07/ago/2023     | 27/dic/2023           |
| Organización de Juntas Electorales Municipales (JEM). | 07/ago/2023     | 09/abr/2024           |
| Preparativos y Material Electoral-Elección presidencial y de diputaciones a la Asamblea Legislativa. | 07/oct/2023     | 28/ene/2024           |
| Pruebas y Simulacros de Transición, Procesamiento y Divulgación de Resultados Electorales Preliminares. | 03/ene/2023     | 16/feb/2024           |
| Organización de Juntas Receptoras de Votos. | 06/oct/2023     | 04/mar/2024           |
| Logística para la elección presidencial y de diputaciones a la Asamblea Legislativa. | 04/dic/2023     | 05/abr/2024           |
| ELECCIONES PRESIDENCIALES, VICEPRESIDENCIALES Y DE DIPUTACIONES A LA ASAMBLEA LEGISLATIVA. - Transmisión, procesamiento y divulgación de resultados electorales preliminares. | 04/feb/2024     | 05/feb/2024           |
| Declaratoria de Resultados y Entrega de Credenciales elección presidencial y de diputaciones a la Asamblea Legislativa. - Escrutinio final. - Decreto de Declaratoria Firme de Resultados de Elección Presidencial. (16/feb/2024 - 20/feb/2024) - Decreto de Declaratoria Firme de Resultados de Diputaciones a la Asamblea Legislativa. (18/feb/2024 - 24/feb/2024)                              | 04/feb/2024     | 06/mar/2024           |
| Convocatoria a segunda vuelta electoral presidencial y otras acciones (si hubiere). | 17/feb/2024     | 28/feb/2024           |
| Inscripción de Pactos de Coalición para las elecciones de diputaciones al PARLACEN y Concejos Municipales. | 04/sep/2023     | 18/sep/2023           |
| Inscripción y propaganda electoral de candidaturas de Diputaciones al PARLACEN. | 07/sep/2023     | 28/feb/2024           |
| Inscripción y propaganda electoral de candidaturas a Concejos Municipales. | 16/oct/2023     | 28/feb/2024           |
| Preparativos y material electoral elecciones de diputaciones al PARLACEN, Concejos Municipales y segunda elección presidencial (si hubiere). | 07/oct/2023     | 25/feb/2024           |
| Logística para las elecciones de diputaciones al PARLACEN, Concejos Municipales y segunda elección presidencial (si hubiere). | 05/feb/2024     | 26/abr/2024           |
| ELECCIONES DE DIPUTACIONES AL PARLACEN, CONCEJOS MUNICIPALES Y SEGUNDA ELECCIÓN PRESIDENCIAL (SI HUBIERE). - Transmisión, procesamiento y divulgación de resultados electorales preliminares. | 03/mar/2024     | 04/mar/2024           |
| Declaratoria de Resultados y Entrega de Credenciales elección presidencial, diputaciones al PARLACEN y Concejos Municipales. - Escrutinio final. - Decreto de Declaratoria Firme de Resultados de segunda vuelta Elección Presidencial. (14/mar/2024 - 18/mar/2024) - Decreto de Declaratoria Firme de Resultados de Diputaciones al PARLACEN y Concejos Municipales. (18/mar/2024 - 03/abr/2024) | 03/mar/2024     | 12/abr/2024           |
| Proceso sansionatorio para quien se negare sin justa causa a desempeñar cargos de miembros de Organismos Electorales. | 07/oct/2023     | 26/jul/2024           |
| Seminario de Evaluación del Proceso Electoral 2024 y publicación y divulgación de Estadísticas Electorales 2024. | 06/may/2024     | 12/jul/2024           |
| Ejecución, control y liquidación presupuestaria. | 03/ene/2023     | 19/jul/2024           |
| Rendición de Cuentas TSE sobre el Proceso Electoral 2024. | 24/jul/2024     | 30/jul/2024           |

## Precandidaturas
Según el marco legal electoral salvadoreño, establecido en la Ley de Partidos Políticos (Decreto Legislativo No. 307/2013) y el Código Electoral (Decreto Legislativo No. 413/2013), todo partido político habilitado para participar en elecciones debe obligatoriamente realizar elecciones internas dentro de los plazos establecidos por el Tribunal Supremo Electoral (TSE). Este procedimiento democrático interno es requisito indispensable para la oficialización e inscripción de candidaturas a cargos de elección popular en todos los niveles: Presidencia y Vicepresidencia, diputaciones legislativas y al Parlamento Centroamericano, y concejos municipales en los 262 municipios del país. La normativa establece parámetros específicos para estos procesos, incluyendo plazos, mecanismos de verificación, requisitos de paridad de género y procedimientos para resolver controversias, garantizando así los principios de representatividad democrática, transparencia y legalidad en el sistema electoral salvadoreño.
Será la primera vez que salvadoreños afiliados a partidos en el exterior podrán ejercer su voto para las respectivas elecciones internas. También será la primera vez que salvadoreños en el exterior puedan votar únicamente para diputaciones y para la presidencia en la modalidad presencial y de internet.

### Nuevas Ideas (NI)
Únicamente el presidente, Nayib Bukele, manifestó sus intenciones de ser nuevamente candidato presidencial bajo la bandera de Nuevas Ideas en 2024. El actual mandatario ha recibido el respaldo, según encuestas de opinión, de un amplio número de salvadoreños en el país y en Estados Unidos.
Bukele incluso ha recibido el apoyo de otros partidos políticos como GANA, PCN, PDC, Cambio Democrático, Fuerza Solidaria e incluso de exdirigentes de ARENA y del FMLN.
| Presidente                              | Notas | Vicepresidente                              | Notas                                                                   | Referencias   |
| --------------------------------------- | --- | ------------------------------------------- | ----------------------------------------------------------------------- | ------------- |
| Nayib Armando Bukele Ortez (Empresario) | Exmilitante del partido FMLN Exalcalde de Nuevo Cuscatlán (2012-2015) Exalcalde de San Salvador (2015-2018) Electo Presidente de la República bajo el partido GANA (2019-2024) | Félix Augusto Antonio Ulloa Garay (Abogado) | Electo Vicepresidente de la República bajo el partido GANA (2019-2024). | [ 65 ] [ 68 ] |

El 9 de julio de 2023 se llevaron a cabo elecciones internas donde el precandidato Nayib Bukele, bajo una planilla única donde estaba inscrito Félix Ulloa como vicepresidenciable, lograron ganar la contienda con 44,398 votos, lo que representa menos del 10% del total de afiliados.
|  | 100.0 % |

|  | 8.75 % |

|  | 91.25 % |

### Alianza Republicana Nacionalista (ARENA)
El 26 de octubre de 2022, Carlos García Saade, presidente de la Alianza Republicana Nacionalista, anunció que el partido no participaría en alianza con el Frente Farabundo Martí para la Liberación Nacional. Aseveró que ARENA sería la "alternativa" para los salvadoreños que se oponen al presidente Bukele.
El 17 de mayo de 2023 Carlos Saade dijo en un comunicado que su partido, por seguridad, no harían públicas las precandidaturas para presidencia, vicepresidencia, diputaciones y alcaldías, esto luego de denunciar que sus militantes y aspirantes comenzaron a recibir amenazas tanto en redes sociales como físicas de parte de partidos de oposición en formación.
Finalmente, la propuesta de Joel Humberto Sánchez y de Hilcia Bonilla Vásquez como candidatos a presidente y vicepresidenta respectivamente fue presentada por el Movimiento Resistencia Ciudadana No al Golpe y Movimiento Libertad, fue entonces que el partido tricolor acogió la propuesta presentados como los únicos precandidatos oficiales el pasado 9 de julio de 2023, oficializados así junto al resto de precandidaturas para la Asamblea Legislativa, Parlamento Centroamericano y Alcaldías Municipales.
| Presidente                                                               | Notas                                                                       | Vicepresidente                                      | Notas                                                                              | Referencias   |
| ------------------------------------------------------------------------ | --------------------------------------------------------------------------- | --------------------------------------------------- | ---------------------------------------------------------------------------------- | ------------- |
| Joel Humberto Sánchez Maldonado (Empresario y administrador de empresas) | Salvadoreño residente en el exterior. Originario de Cojutepeque, Cuscatlán. | Hilcia Bonilla Vásquez (Empresaria de restaurantes) | Salvadoreña residente en el exterior. Originaria de San Francisco Gotera, Morazán. | [ 74 ] [ 78 ] |

Luego de hacerse oficial la fórmula, integrantes de las organizaciones que la impulsaron dijeron sentirse "traicionadas", ya que no fueron consultadas por el partido ni por el presidenciable, alegando que su candidato acordó inscribirse con el partido ARENA sin discutirlo con todos los representantes del movimiento, realizando el proceso de la convocatoria a puerta cerrada por lo que comenzaron a retirarle su apoyo.
De acuerdo con el cronograma del partido el domingo 16 de julio de 2023 se llevaron a cabo las elecciones internas, presentando como planilla única al binomio presidencial de Luis Joel Humberto Sánchez e Hilcia Bonilla Vásquez logrando ser ratificados como candidatos a presidente y vicepresidenta respectivamente.
|  | 100 % |

|  | 12 % |

|  | 88 % |

### Frente Farabundo Martí para la Liberación Nacional (FMLN)
A principios de septiembre de 2022, Jaime Guevara, actual diputado del FMLN en la Asamblea Legislativa, afirmó que el FMLN no ha "renunciado" a participar en las elecciones de 2024. Tras la conclusión de la XLII Convención Nacional Ordinaria del FMLN el 11 de diciembre de 2022, Óscar Ortiz, secretario general del FMLN, anunció que el partido no se uniría a ninguna coalición en las elecciones de 2024, afirmando que el partido participaría en todas las elecciones de forma independiente. Aseguró: "No entraremos en una coalición con Nuevas Ideas, ni con ARENA, ni con GANA".
El FMLN luego de proclamar su primera inscripción de binomio presidencial el pasado 7 de mayo de 2023 para las elecciones internas del partido, estos desmintieron parcialmente una posible coalición donde esté incluido el partido ARENA, argumentando que si bien hay una participación activa de un sector del partido de izquierda, estos no representan en su totalidad el pensamiento de todos sus militantes y de la dirección general.
| Presidente                                    | Notas                                                                        | Vicepresidente                            | Notas                                 | Referencias   |
| --------------------------------------------- | ---------------------------------------------------------------------------- | ----------------------------------------- | ------------------------------------- | ------------- |
| Juan Manuel de Jesús Flores Cornejo (Biólogo) | Diputado de la Asamblea. (2012-2018) Exalcalde de Quezaltepeque. (2009-2012) | Werner Marroquín Chavarría (Sindicalista) | Salvadoreño residente en el exterior. | [ 84 ] [ 86 ] |
| Jaime Zavaleta                                | Militante del partido y salvadoreño residente en el exterior.                | Por definir                               | -                                     | [ 87 ]        |

El 16 de julio el partido llevó a cabo elecciones internas en la cual llevaron como precandidatos presidenciales a Juan Manuel "Chino" Flores y a Werner Marroquín; se tenía prevista una segunda planilla donde participaría Jaime Zavaleta, pero que al final no se concretó y no resultó partícipe de la contienda.
El 18 de junio, la Comisión Especial Electoral del FMLN, dictaminó que Juan Manuel Flores y Warner Marroquín resultaron electos para competir como candidatos a la presidencia y vicepresidencia respectivamente.
|  | 100 % |

|  | 71 % |

|  | 29 % |

### Nuestro Tiempo (NT)
De acuerdo a una investigación realizada por el periódico digital El Faro publicada el 22 de mayo de 2023, se estarían abriendo las puertas a que los principales partidos opositores (ARENA, FMLN, Vamos y Nuestro Tiempo) organicen una especie de alianza o acuerdo para impulsar una única candidatura presidencial y vicepresidencial procedente de la sociedad civil y sin un pasado cuestionable o partidario, estas candidaturas estarían bajo la bandera del partido Nuestro Tiempo ya que la actual legislación no permite candidaturas presidenciales y vicepresidenciales independientes. Los nombres que más destacan son la defensora de derechos humanos y periodista Celia Medrano y  el abogado y exmilitar Luis Parada; de elegir a Medrano como presidenciable se convertiría en la segunda mujer del país en competir en las elecciones para la Presidencia de la República.
El 1 de junio de 2023 de acuerdo con declaraciones hechas por el presidente del partido Andy Failer, el pasado 31 de mayo de 2023 Celia Medrano y Luis Parada fueron inscritos oficialmente como afiliados al partido para competir como candidato a la presidencia y vicepresidencia; esto luego de un intenso diálogo con diferentes organizaciones, movimientos, especialistas y políticos. Partidos como ARENA y el FMLN han desistido de momento para aliarse y poder llevar una candidatura única de oposición, llevando así cada uno candidaturas únicas.
El 7 de julio de 2023 Luis Parada y Celia Medrano presentaron oficialmente su documentación y planilla para participar como precandidatos a la presidencia y vicepresidencia respectivamente.
| Presidente                                                                   | Notas | Vicepresidente                    | Notas                                                       | Referencias   |
| ---------------------------------------------------------------------------- | --- | --------------------------------- | ----------------------------------------------------------- | ------------- |
| Luis Alberto Parada Fuentes (Abogado especializado en Derecho internacional) | Ambientalista, servidor público, exmilitar y salvadoreño residente en el exterior. Exafiliado y precandidato presidencial del partido ARENA. | Celia Yaneth Medrano (Periodista) | Investigadora, diplomática y defensora de Derechos Humanos. | [ 92 ] [ 93 ] |

De acuerdo con el cronograma del partido el 15 de julio de 2023 se llevaron a cabo las elecciones internas, presentando como planilla única al binomio presidencial de Luis Parada y Celia Medrano, resultando electos para competir al cargo de presidente y vicepresidenta respectivamente. Recibieron el apoyo de poco más de la mitad de militantes y afiliados habilitados de acuerdo a cifras oficiales, así lo confirmó la Comisión Electoral Permanente de Nuestro Tiempo.
|  | 100.0 % |

|  | 50.90 % |

|  | 49.10 % |

### Fuerza Solidaria (FS)
Un partido creado por disidentes de GANA y que están en su mayoría a favor de la línea de gobierno del presidente Nayib Bukele, lanzaron el 16 de julio de 2023 sus elecciones internas para competir por puestos en la Asamblea Legislativa y en las Alcaldías Municipales, llegando a competir figuras como influencers y candidaturas outsiders de la política. El secretario, Rigoberto Soto, no descartó presentar una fórmula presidencial más adelante, ya que según el cronograma electoral del Tribunal Supremo Electoral tienen hasta el 20 de julio para concretar y oficializar sus candidaturas.
Pasando la fecha límite para votar y elegir candidaturas para competir por cargos de elección popular, el partido no presentó fórmula presidencial. En una entrevista el secretario general del partido hizo alusión a la inminente victoria que tendría el actual mandatario para consolidarse nuevamente en la silla edil y ser así reelecto.
El 24 de julio de 2023 luego de días de inquietudes en donde no se confirmaba ni descartaba presentar una fórmula presidencial propia del partido, y ya habiendo pasado el plazo máximo, el secretario general del partido Rigoberto Soto presentó en una conferencia de prensa a la fórmula presidencial conformada por José Javier Renderos y Rafael "Lito" Montalvo para presidente y vicepresidente respectivamente. Ambos fueron ratificados, según declaración del secretario general, el 16 de julio de 2023 como parte de una planilla única; tienen historial de ser exmilitantes y exfuncionarios del Partido Alianza Republicana Nacionalista (Arena). Dicen apoyar el Régimen de Excepción.
| Presidente                                     | Notas | Vicepresidente                              | Notas | Referencias |
| ---------------------------------------------- | --- | ------------------------------------------- | --- | ----------- |
| José Javier Renderos Vásquez (Médico obstetra) | Exmilitante del partido ARENA. Originario de Santa Tecla, pero fue candidato a alcalde en San Miguel por Arena en 2018, y fungió como concejal hasta el 2021. | Rafael "Lito" Montalvo (Ingeniero agrónomo) | Exmilitante y fundador del partido ARENA. Fue candidato a alcalde de San Salvador por Arena en 1988. También fue diputado del Parlamento Centroamericano y aspiró a la presidencia por el mismo partido en 2018. | [ 103 ]     |

| Precandidato                         | Precandidato           | Precandidato           | Precandidato           | Votos | Porcentaje |
| ------------------------------------ | ---------------------- | ---------------------- | ---------------------- | ----- | ---------- |
| José Javier Renderos                 |                        | José Javier Renderos   | José Javier Renderos   | 485   | —          |
| Total de votos válidos               | Total de votos válidos | Total de votos válidos | Total de votos válidos |       | —          |
| Habitantes inscritos                 | Habitantes inscritos   | Habitantes inscritos   | Habitantes inscritos   | 2,448 |            |
| Resultados Internas Fuerza Solidaria |                        |                        |                        |       |            |

### Partido Independiente Salvadoreño (PAIS)
En abril de 2022 se conoció públicamente la precandidatura de Gerardo Awad (exmilitante del partido Arena) y Hardy García (esposa de Roy García) para la presidencia y vicepresidencia respectivamente, esto luego de llegar a un acuerdo con el bloque Unidos por El Salvador, del cual forma parte Awad y que lo conforman miembros y partidos de derecha. La candidatura de Gerardo Awad no prosperó y en julio de 2022 la fracción del partido que lidera Roy García dejó sin efecto el acuerdo firmado con el movimiento. Tiempo después, Awad confirmaría que desiste de competir por la presidencia bajo la bandera de PAIS y decidió apartarse del partido por conflictos internos, pero mencionó sobre sus aspiraciones de competir nuevamente para las elecciones de 2029, sin mencionar bajo qué bandera partidaria o si llegaría a conformar uno propio, esto lo hizo oficial mediante un video publicado en sus redes sociales.
El 22 de junio de 2023 el partido hizo oficial el lanzamiento de la precandidatura a la vicepresidencia a la esposa del actual secretario general Roy García, la empresaria Hardy García, esto luego de que diferentes organizaciones, como el Sindicato de Empleados Judiciales (SEJES), impulsaron el perfil de la precandidata. Sin embargo, el 8 de julio, la precandidata a vicepresidenta presentó su renuncia irrevocable a la misma debido a amenazas recibidas contra su vida y la de su familia.
Desde entonces el partido no se ha vuelto a pronunciar sobre cuándo realizaran sus elecciones internas ni sobre las posibles candidaturas a alguno de los puestos de elección popular o si terminarán por aliarse con algún otro partido político. De acuerdo a su cronograma electoral establecieron las elecciones internas para mayo de 2023, pero a la fecha no hay resultados oficiales publicados.
De acuerdo con declaraciones de militantes del partido, el pasado 16 de julio de 2023 se llevaron a a cabo elecciones internas para consolidar las candidaturas para la presidencia, vicepresidencia, diputaciones y alcaldías municipales; se desconocen a la fecha el nombre de todas esas candidaturas. Desde su creación, el partido se encuentra dividido internamente por la disputa de la secretaría general ya que hay quienes apoyan a Roy García y hay quienes dicen apoyar a Carlos Molina su secretario adjunto; esto sumado a intereses personales dentro del partido y al proceso penal que enfrenta García.
Luego de semanas de silencio y sin hacer público el proceso de elección de candidatos para puestos de elección popular, el lunes 28 de agosto de 2023 hicieron público su binomio presidencial así como los 60 candidatos para la Asamblea Legislativa, candidaturas para Concejos Municipales y para el PARLACEN.
| Presidente                                | Notas                             | Vicepresidente                                           | Notas                                                                               | Referencias |
| ----------------------------------------- | --------------------------------- | -------------------------------------------------------- | ----------------------------------------------------------------------------------- | ----------- |
| José Rodolfo Cardoza (Ingeniero Agrónomo) | Militante y fundador del partido. | Irma Sosa Pineda (Escritora y catedrática universitaria) | Escritora salvadoreña, residente en el exterior, fundadora y militante del partido. | [ 117 ]     |

| Precandidato             | Precandidato           | Precandidato           | Precandidato           | Votos | Porcentaje |
| ------------------------ | ---------------------- | ---------------------- | ---------------------- | ----- | ---------- |
| José Rodolfo Cardoza     |                        | José Rodolfo Cardoza   | José Rodolfo Cardoza   | —     | —          |
| Total de votos válidos   | Total de votos válidos | Total de votos válidos | Total de votos válidos |       | —          |
| Resultados Internas PAIS |                        |                        |                        |       |            |

Roy García considera sin sustento legal estas candidaturas ya que quien las promulgó fue el secretario adjunto Carlos Molina junto al resto de disidentes del partido que desconocen a García; el binomio y el resto de candidaturas fueron electas el pasado 16 de julio de 2023, a través de un proceso interno que se desarrolló en línea, según relata Molina; además que, presentaron una segunda audiencia ante el TSE para "aclarar" al pleno quiénes son las autoridades electas como nueva dirigencia del partido, esto ya que la primera petición les fue denegada.
Se anunció que el Tribunal Supremo Electoral declara nula las candidaturas para participar en todos los cargos de elección popular del partido luego de presentar inconsistencias en la convocatoria y proceso de las elecciones internas, el partido dijo que apelaría la decisión de los magistrados.

### Fraternidad Patriota Salvadoreña (FPS)
Entre el 16 y 18 de julio de 2023, el partido Fraternidad Patriota Salvadoreña (FPS) realizó sus elecciones internas, cumpliendo con los requisitos establecidos por la normativa electoral salvadoreña. Este proceso transcurrió con escasa cobertura mediática y limitada difusión en plataformas digitales oficiales, sin que se generara información sustancial sobre las candidaturas presentadas o sobre la intención del partido de postular una candidatura presidencial propia. FPS ha mantenido una presencia institucional discontinua en el sistema político salvadoreño, experimentando múltiples procesos de cancelación y reinscripción ante el Tribunal Supremo Electoral (TSE) debido a dificultades para mantener los requisitos legales de representación territorial y electoral exigidos por la Ley de Partidos Políticos.
| Presidente                  | Notas | Vicepresidente                        | Notas | Referencias             |
| --------------------------- | --- | ------------------------------------- | --- | ----------------------- |
| Marina Murillo (Arquitecta) | Militante del partido. Trabajó en Comisión Nacional de Restauración de Áreas (CONARA) institución creada en 1983, cuando era presidente Álvaro Magaña. | Fausto Carranza (Empresario ganadero) | Salvadoreño residente en el exterior y militante del partido. Originario de Usulután y tiene 35 años de haber migrado a Estados Unidos. Reside en Illinois, EE. UU. | [ 123 ] [ 124 ] [ 125 ] |

Luego de casi dos meses de silencio, el partido oficializó a sus candidaturas para puestos de elección popular tanto para la presidencia y vicepresidencia como para competir y lograr ganar un puesto en a la Asamblea Legislativa y Concejos Municipales, esto el pasado domingo 27 de agosto de 2023. Es la primera vez después de 30 años que El Salvador tiene a una mujer como candidata a la presidencia.
| Precandidato                                         | Precandidato           | Precandidato           | Precandidato           | Votos | Porcentaje |
| ---------------------------------------------------- | ---------------------- | ---------------------- | ---------------------- | ----- | ---------- |
| Marina Murillo                                       |                        | Marina Murillo         | Marina Murillo         | —     | —          |
| Total de votos válidos                               | Total de votos válidos | Total de votos válidos | Total de votos válidos |       | —          |
| Resultados Internas Fraternidad Patriota Salvadoreña |                        |                        |                        |       |            |

### Vamos
Claudia Ortiz, actual y única diputada (2021-2024) del partido Vamos, declinó en una entrevista en septiembre de 2022 su posible candidatura presidencial por el momento; esto a pesar de que muchas organizaciones de la sociedad civil la colocan como favorita para impulsar una candidatura y correr contra el actual mandatario.
El partido no convocó a elecciones internas para la presidencia y vicepresidencia, ni diputaciones para el PARLACEN.
Para la diputada Claudia Ortiz, personalmente no cree viable una candidatura presidencial única, por lo que lo primordial sería enfocarse en ganar escaños en la Asamblea Legislativa.
De acuerdo con el cronograma del partido el 16 de julio de 2023 se llevaron a cabo las elecciones internas, presentando planillas únicas para Alcaldías Municipales y Asamblea Legislativa.
Wendy Alfaro, secretaria nacional de organizaciones, cuando se le consultó en una entrevista si como partido apoyarían el binomio presidencial de Nuestro Tiempo, se limitó a decir que sería el Consejo Ejecutivo Nacional a través de un consenso quien tomaría dicha decisión, pero no descartó la posibilidad de apoyar dicho binomio. El partido decidió no lanzar un comunicado oficial dando su apoyo, restando su apoyo o dejando libre elección a sus simpatizantes por sobre algún binomio. 

### Gran Alianza por la Unidad Nacional (GANA)
El 8 de julio de 2023 luego de proclamar a sus precandidaturas que buscan ganar diputaciones y alcaldías por San Salvador, Guillermo Gallegos, figura clave del partido, aseguró que como partido no presentaran candidaturas para la presidencia y vicepresidencia para centrarse en la reelección del presidente Nayib Bukele. Llevaron a cabo sus elecciones internas el 16 de julio de 2023 presentando planillas únicas para elegir candidaturas a Alcaldías Municipales, Asamblea Legislativa y PARLACEN.

### Partido Demócrata Cristiano (PDC)
El 13 de julio de 2023 el partido anuncio en una conferencia de prensa donde presentaron a sus candidaturas para la Asamblea Legislativa y Alcaldías Municipales de San Salvador, el secretario general, Reynaldo Carballo, dijo no competir bajo coaliciones con otros partidos y que de momento no cuentan con alguna precandidatura para la presidencia y vicepresidencia que pueda ganar o igualar al presidente actual y que de tenerla la colocarían también a competir. El 16 de julio comenzaron a llevaron a cabo sus elecciones internas donde presentaron y ratificaron en su mayoría las candidaturas para diputaciones y Consejos Municipales; se espera que estas culminen el 19 de julio de 2023.
Finalmente, el pasado 24 de septiembre de 2023, el partido dio cuentas de quienes serán sus candidatos para competir en las próximas elecciones, confirmando que, al no encontrar una candidatura que le pueda ganar a Nayib Bukele, desistieron de presentar su propio binomio presidencial y optarán por apoyar la reelección del actual mandatario.

### Cambio Democrático (CD)
El partido llevó a cabo elecciones internas entre el 16 de julio y el 19 de julio de 2023 destacando como candidato a diputado por San Salvador Isaac Ortega, el cual compitió en 2021 una curul por el departamento de La Libertad bajo la bandera de Vamos sin resultar electo, y que se proclama seguidor del actual presidente buscando ser nuevamente candidato a diputado bajo un nuevo grupo partidario. Decidieron no presentar binomio presidencial y únicamente han presentado candidaturas para la Asamblea Legislativa, PARLACEN y Consejos Municipales, se desconoce a detalle cómo se desarrolló el proceso de elecciones ya que a la fecha no se tiene suficiente registro en redes y medios oficiales.

### Partido de Concertación Nacional (PCN)
El partido, aliado también al presidente Nayib Bukele, se presentó a la contienda llevando a cabo elecciones internas en diferentes fechas y puntos del país las cuales se vienen programando desde el 9 de julio, llevan precandidaturas para diputaciones y Consejos Municipales; se desconoce si optarán por competir con un binomio presidencial propio, si apoyaran la reelección del actual mandatario o alguna otra candidatura de otro partido político.
Pasando la fecha límite (20 de julio de 2023) para elegir candidaturas y competir por cargos de elección popular, el partido no presentó fórmula presidencial.

## Candidaturas oficiales
De los trece partidos constituidos legalmente para competir en las elecciones de 2024, solo doce convocaron a comicios internos en el plazo que determinó el Tribunal Supremo Electoral (TSE). El partido Democracia Salvadoreña (DS) no convocó a internas y el partido VAMOS no convocó a internas para presidente y vicepresidente.
|  | Partido/Alianzas/Apoyos                                                       | Posición política         | Presidente | Vicepresidente | Notas | Ref. |
|  | ----------------------------------------------------------------------------- | ------------------------- | --- | --- | --- | --- |
|  | Fraternidad Patriota Salvadoreña                                              | Derecha a extrema derecha | Marina Murillo | Fausto Carranza | Militante del partido y salvadoreño residente en el exterior respectivamente. | [ 123 ] [ 124 ] [ 125 ] |
|  | Arena - Movimiento Resistencia Ciudadana "No al Golpe" y Movimiento Libertad. | Derecha                   | Joel Sánchez | Hilcia Bonilla | Empresarios salvadoreños residentes en el exterior. | [ 101 ] [ 79 ] [ 81 ] [ 142 ] |
|  | Fuerza Solidaria                                                              | Derecha                   | José Renderos | Rafael Montalvo | Militantes del partido con pasado político en el partido Arena. | [ 103 ] |
|  | GANA                                                                          | Centroderecha a derecha   | Apoyan la candidatura de Nayib Bukele por Nuevas Ideas. | Apoyan la candidatura de Nayib Bukele por Nuevas Ideas. | Apoyan la candidatura de Nayib Bukele por Nuevas Ideas. | Apoyan la candidatura de Nayib Bukele por Nuevas Ideas. |
|  | PDC                                                                           | Centro a centroderecha    | Apoyan la candidatura de Nayib Bukele por Nuevas Ideas. | Apoyan la candidatura de Nayib Bukele por Nuevas Ideas. | Apoyan la candidatura de Nayib Bukele por Nuevas Ideas. | Apoyan la candidatura de Nayib Bukele por Nuevas Ideas. |
|  | Cambio Democrático                                                            | Centroizquierda           | Apoyan la candidatura de Nayib Bukele por Nuevas Ideas. | Apoyan la candidatura de Nayib Bukele por Nuevas Ideas. | Apoyan la candidatura de Nayib Bukele por Nuevas Ideas. | Apoyan la candidatura de Nayib Bukele por Nuevas Ideas. |
|  | Democracia Salvadoreña                                                        | Centroderecha             | No convocaron a elecciones internas para ningún cargo de elección popular. | No convocaron a elecciones internas para ningún cargo de elección popular. | No convocaron a elecciones internas para ningún cargo de elección popular. | No convocaron a elecciones internas para ningún cargo de elección popular. |
|  | PCN                                                                           | Centroderecha             | No convocaron a elecciones internas para la presidencia y vicepresidencia. ***El PCN dejó libertad de acción a sus votantes sobre la presidencia*** | No convocaron a elecciones internas para la presidencia y vicepresidencia. ***El PCN dejó libertad de acción a sus votantes sobre la presidencia*** | No convocaron a elecciones internas para la presidencia y vicepresidencia. ***El PCN dejó libertad de acción a sus votantes sobre la presidencia*** | No convocaron a elecciones internas para la presidencia y vicepresidencia. ***El PCN dejó libertad de acción a sus votantes sobre la presidencia*** |
|  | Vamos                                                                         | Centro a centroderecha    | No convocaron a elecciones internas para la presidencia y vicepresidencia. | No convocaron a elecciones internas para la presidencia y vicepresidencia. | No convocaron a elecciones internas para la presidencia y vicepresidencia. | No convocaron a elecciones internas para la presidencia y vicepresidencia. |
|  | Nuevas Ideas - GANA - PDC - PCN - Cambio Democrático                          | Atrapalotodo              | Nayib Bukele | Félix Ulloa | Reelección habilitada por la Sala de lo Constitucional. | [ 145 ] [ 146 ] [ 147 ] |
|  | PAIS                                                                          | Centro                    | El partido PAIS y su candidato a presidente José Cardoza y su candidata a la vicepresidencia Irma Pineda quedan fuera de la contienda luego de que en septiembre el Tribunal Supremo Electoral declarase nula sus candidaturas debido a irregularidades presentadas en su proceso electoral interno. | El partido PAIS y su candidato a presidente José Cardoza y su candidata a la vicepresidencia Irma Pineda quedan fuera de la contienda luego de que en septiembre el Tribunal Supremo Electoral declarase nula sus candidaturas debido a irregularidades presentadas en su proceso electoral interno. | El partido PAIS y su candidato a presidente José Cardoza y su candidata a la vicepresidencia Irma Pineda quedan fuera de la contienda luego de que en septiembre el Tribunal Supremo Electoral declarase nula sus candidaturas debido a irregularidades presentadas en su proceso electoral interno. | El partido PAIS y su candidato a presidente José Cardoza y su candidata a la vicepresidencia Irma Pineda quedan fuera de la contienda luego de que en septiembre el Tribunal Supremo Electoral declarase nula sus candidaturas debido a irregularidades presentadas en su proceso electoral interno. |
|  | Nuestro Tiempo - Movimiento SUMAR por El Salvador.                            | Centro a centroizquierda  | Luis Parada | Celia Medrano | Candidaturas provenientes como propuesta de la sociedad civil. | [ 149 ] [ 150 ] [ 95 ] [ 79 ] [ 142 ] |
|  | FMLN                                                                          | Izquierda                 | Manuel Flores | Werner Marroquín | Militantes del partido. | [ 101 ] [ 142 ] |

### Candidatos
| Presidente                                                               | Vicepresidente                                                           | Partido que representa                             | Apoyado por |
| ------------------------------------------------------------------------ | ------------------------------------------------------------------------ | -------------------------------------------------- | --- |
| Nayib Armando Bukele Presidente de la República (2019-2024) (empresario) | Félix Antonio Ulloa Vicepresidente de la República (2019-2024) (abogado) | Nuevas Ideas                                       | Partido de Concertación NacionalGran Alianza por la Unidad NacionalPartido Demócrata Cristiano Cambio Democrático |
| Luis Alberto Parada (abogado)                                            | Celia Yaneth Medrano (periodista)                                        | Nuestro Tiempo                                     | Movimiento SUMAR por El Salvador.                                                                                 |
| Joel Humberto Sánchez (empresario)                                       | Hilcia Bonilla Vásquez (empresaria)                                      | Alianza Republicana Nacionalista                   | Movimiento Resistencia Ciudadana No al Golpe y Movimiento Libertad.                                               |
| Juan Manuel Flores (biólogo)                                             | Werner Marroquín Chavarría (sindicalista)                                | Frente Farabundo Martí para la Liberación Nacional | |
| José Javier Renderos (médico obstetra)                                   | Rafael Montalvo (ingeniero agrónomo)                                     | Fuerza Solidaria                                   | |
| Marina Murillo (arquitecta)                                              | Fausto Carranza (empresario ganadero)                                    | Fraternidad Patriota Salvadoreña                   | |

## Padrón electoral
|  | 88.07 % |

|  | 11.93 % |

|  | 100.0 % |

### Por sexo
|  | 52.40 % |

|  | 47.60 % |

### Por grupo etario
|  | 0.032 % |

|  | 10.82 % |

|  | 14.06 % |

|  | 20.89 % |

|  | 34.71 % |

|  | 19.37 % |

|  | 0.14 % |

## Encuestas de opinión

### Reelección de Nayib Bukele
| Fuente de la encuesta | Fecha(s) de realización       | Tamaño de muestra | Aprob. | Desap. | NS/NC | Dif   |
| --------------------- | ----------------------------- | ----------------- | ------ | ------ | ----- | ----- |
| CEC-UFG               | 27 de mayo-1 de junio de 2023 | 1334              | 75.6   | 12.5   | 10.9  | +63.1 |
| La Prensa Gráfica     | 15-24 de febrero de 2024      | 1500              | 68.0   | 13.0   | 19.0  | +55.0 |
| CEC-UFG               | 4-8 de febrero de 2023        | 1263              | 62.2   | 19.0   | 18.8  | +43.2 |
| La Prensa Gráfica     | 16-21 de noviembre de 2022    | 1520              | 64.6   | 17.9   | 17.5  | +46.7 |
| CEC-UFG               | 27-31 de octubre de 2022      | 1227              | 77.2   | 11.0   | 11.8  | +66.2 |
| TResearch             | 17-19 de septiembre de 2022   | 1000              | 94.3   | 4.4    | 1.4   | +89.9 |
| CEC-UFG               | 10-14 de septiembre de 2022   | 1231              | 58.9   | 23.1   | 15.0  | +35.8 |
| Cid Gallup            | 26 de mayo de 2022            | –                 | 72.2   | –      | –     | –     |

### Estimaciones de intención de voto
La siguiente tabla enumera las estimaciones de intención de voto a nivel nacional.

Encuestas en período de campaña (3 de octubre)
|                    |                                     |      |       |      |     |     |        |        |        |     |      |      |  |  |  |
| 4 Feb 2024         | CID-Gallup (encuesta a pie de urna) | -    | -     | 87.0 | 4.0 | 7.0 | 1.6    | 0.6    | 0.5    | -   | -    | 80.0 |  |  |  |
|                    |                                     |      |       |      |     |     |        |        |        |     |      |      |  |  |  |
| Ene 2024           | CID-Gallup                          | 2400 | 3.0%  | 79.0 | 4.0 | 4.0 | 1.0    | 1.0    | 1.0    | -   | 12.0 | 75.0 |  |  |  |
| 3-14 Ene 2024      | Iudop-UCA                           | 1264 | 2.76% | 81.9 | 3.4 | 4.2 | 2.5    | 1.1    | 1.0    | 3.0 | 3.0  | 77.7 |  |  |  |
| 3-8 Ene 2024       | CEC-UFG                             | 1904 | 2.8%  | 70.9 | 2.7 | 2.9 | 1.1    | 0.6    | 0.6    | 6.1 | 15.0 | 68.0 |  |  |  |
| 11 Nov-14 Dic 2023 | Fundaungo                           | 1201 | 2.8%  | 56.0 | 2.1 | 3.3 | 0.9    | 1.7    | 1.7    | 0.6 | 13.4 | 52.7 |  |  |  |
| 11 Nov-29 Nov 2023 | Iudop-UCA                           | 1512 | 2.53% | 61.7 | 1.5 | 2.6 | 0.3    | -      | 0.2    | 9.4 | 14.0 | 59.1 |  |  |  |
| 6 Nov-13 Nov 2023  | CID-Gallup                          | 1200 | 2.8%  | 93.0 | 3.0 | 2.0 | (-2.0) | (-2.0) | (-2.0) | -   | -    | 90.0 |  |  |  |

Encuestas en período precampaña (previo al 3 de octubre)
| Firma del sondeo/Notario | Fecha              | Tamaño de la muestra | Error muestral |      | ARENA | FMLN  | GANA  | VAMOS | NT  |     | PDC |     | Abst/nulo | Dif.  |  |  |  |  |  |
| --- | ------------------ | -------------------- | -------------- | ---- | ----- | ----- | ----- | ----- | --- | --- | --- | --- | --------- | ----- |  |  |  |  |  |
| Firma del sondeo/Notario | Fecha              | Tamaño de la muestra | Error muestral |      |       |       |       |       |     |     |     |     |           |       |  |  |  |  |  |
| El domingo 27 y el lunes 28 los partidos PAIS y FPS proclamaron respectivamente sus binomios presidenciales, por lo que aún no figuraban en las encuestas.                                |                    |                      |                |      |       |       |       |       |     |     |     |     |           |       |  |  |  |  |  |
| CEC-UFG | 15 Ago-21 Ago 2023 | 1920                 | 2.8%           | 68.4 | 4.3   | 2.8   | –     | –     | 2.0 | –   | –   | 1.5 | 19.1      | 64.1  |  |  |  |  |  |
| Las encuestas comienzan a reflejar la intención de voto con las candidaturas oficiales de los respectivos partidos. Anteriormente se reflejaba la intención de voto enfocado por partido. |                    |                      |                |      |       |       |       |       |     |     |     |     |           |       |  |  |  |  |  |
| Fundaungo | 2 May-9 Jun 2023   | 1814                 | 2.3%           | 53.7 | 1.9   | 2.5   | 1.6   | 0.7   | 0.2 | 0.1 | 0.1 | –   | –         | 51.2  |  |  |  |  |  |
| CEC-UFG | 27 May-1 Jun 2023  | 1334                 | 2.7%           | 70.3 | 3.3   | 1.2   | 1.8   | –     | –   | –   | –   | –   | –         | 67.0  |  |  |  |  |  |
| La Prensa Gráfica | 15-24 Feb 2023     | 1520                 | 2.6%           | 54.0 | 1.5   | 0.7   | 0.5   | 0.8   | –   | –   | –   | –   | –         | 52.5  |  |  |  |  |  |
| La Prensa Gráfica | 16-21 Nov 2022     | 1520                 | –              | 49.3 | 2.6   | –     | 1.4   | 1.1   | –   | –   | –   | –   | –         | 46.7  |  |  |  |  |  |
| CEC-UFG | 27-31 Oct 2022     | 1227                 | –              | 66.2 | 2.2   | 1.3   | 1.3   | 0.5   | 0.2 | 0.3 | 0.3 | –   | –         | 48.0  |  |  |  |  |  |
| |                    |                      |                |      |       |       |       |       |     |     |     |     |           |       |  |  |  |  |  |
| Elección presidencial 2019 | 3 Feb 2019         | –                    |                | –    | 31.72 | 14.41 | 53.10 | 0.77  | –   | –   | –   | –   | –         | 21.38 |  |  |  |  |  |
| |                    |                      |                |      |       |       |       |       |     |     |     |     |           |       |  |  |  |  |  |

## Resultados
|  | 82.66 % |

|  | 6.25 % |

|  | 5.44 % |

|  | 1.99 % |

|  | 0.72 % |

|  | 0.59 % |

|  | 97.65 % |

|  | 1.84 % |

|  | 0.46 % |

|  | 0.05 % |

|  | 100 % |

### Resultados por departamento
Datos finales actualizados con el escrutinio final.
|  | 84.94 % |

|  | 5.62 % |

|  | 6.96 % |

|  | 0.88 % |

|  | 1.05 % |

|  | 0.55 % |

|  | 81.43 % |

|  | 8.36 % |

|  | 8.13 % |

|  | 0.91 % |

|  | 0.59 % |

|  | 0.59 % |

|  | 81.32 % |

|  | 8.37 % |

|  | 8.20 % |

|  | 1.13 % |

|  | 0.43 % |

|  | 0.56 % |

|  | 74.96 % |

|  | 14.51 % |

|  | 8.35 % |

|  | 0.99 % |

|  | 0.57 % |

|  | 0.61 % |

|  | 81.29 % |

|  | 5.57 % |

|  | 7.31 % |

|  | 4.35 % |

|  | 0.74 % |

|  | 0.74 % |

|  | 83.35 % |

|  | 6.56 % |

|  | 7.07 % |

|  | 1.02 % |

|  | 1.35 % |

|  | 0.66 % |

|  | 90.25 % |

|  | 4.47 % |

|  | 4.24 % |

|  | 0.42 % |

|  | 0.38 % |

|  | 0.25 % |

|  | 78.75 % |

|  | 14.06 % |

|  | 5.91 % |

|  | 0.44 % |

|  | 0.47 % |

|  | 0.37 % |

|  | 85.83 % |

|  | 7.70 % |

|  | 3.68 % |

|  | 0.89 % |

|  | 1.39 % |

|  | 0.52 % |

|  | 82.62 % |

|  | 6.41 % |

|  | 5.90 % |

|  | 3.64 % |

|  | 0.58 % |

|  | 0.84 % |

|  | 79.29 % |

|  | 11.08 % |

|  | 7.28 % |

|  | 0.85 % |

|  | 0.97 % |

|  | 0.53 % |

|  | 87.44 % |

|  | 4.45 % |

|  | 4.99 % |

|  | 1.53 % |

|  | 0.93 % |

|  | 0.65 % |

|  | 83.76 % |

|  | 6.64 % |

|  | 6.73 % |

|  | 1.13 % |

|  | 1.00 % |

|  | 0.73 % |

|  | 83.18 % |

|  | 10.67 % |

|  | 3.88 % |

|  | 0.58 % |

|  | 1.30 % |

|  | 0.38 % |

|  | 97.88 % |

|  | 0.87 % |

|  | 0.59 % |

|  | 0.55 % |

|  | 0.05 % |

|  | 0.06 % |

|  | 84.65 % |

|  | 6.40 % |

|  | 5.57 % |

|  | 2.04 % |

|  | 0.74 % |

|  | 0.60 % |